# Lista biogazowni w Polsce
Lista biogazowni w Polsce
W rejestrze Krajowego Ośrodka Wsparcia Rolnictwa 9 lipca 2024 roku wpisanych było 166 instalacji wytwarzających biogaz rolniczy lub energię elektryczną z biogazu rolniczego. Pod koniec 2022 roku, sumaryczna moc zainstalowana wszystkich biogazowni w Polsce wyniosła 276,248 MW.
| Lp. | Biogazownia                          | Produkcja gazu | Moc*                  | Lokalizacja                                                                      | Rok uruchomienia |
| --- | ------------------------------------ | -------------- | --------------------- | -------------------------------------------------------------------------------- | ---------------- |
| 1.  | Biogazownia w Drzonowie              |                | 1 MW                  | Drzonowo                                                                         | w budowie        |
| 2.  | Biogazownia w Rzeczycach             |                | 1 MW - 2 MW           | Rzeczyce (województwo śląskie)                                                   | w budowie        |
| 3.  | Biogazownia w Siedliszczkach         |                | 0,99 MW               | Siedliszczki (powiat świdnicki)                                                  | 2011             |
| 4.  | Biogazownia w Łebczu                 |                |                       | Łebcz                                                                            |                  |
| 5.  | Biogazownia w Mełnie                 |                | 1.6 MW                | Mełno (powiat grudziądzki)                                                       |                  |
| 6.  | Biogazownia w Kożanówce              |                |                       | Kożanówka (gmina Rossosz)                                                        |                  |
| 7.  | Biogazownia w Przypisówce            |                |                       | Przypisówka                                                                      |                  |
| 8.  | Biogazownia w Łęgutach               |                |                       | Łęguty                                                                           |                  |
| 9.  | Biogazownia w Buczku                 |                | 1,67 MW               | Buczek (powiat świecki)                                                          |                  |
| 10. | Biogazownia w Szarleju               |                | 3,2 MW                | Szarlej (województwo kujawsko-pomorskie)                                         |                  |
| 11. | Biogazownia w Konopnicy              |                | 1,99 MW               | Konopnica (powiat rawski)                                                        |                  |
| 12. | Biogazownia w Borzęciczkach          |                | 1 MW                  |                                                                                  |                  |
| 13. | Biogazownia w Gorzesławiu            |                | 1,6 MW                |                                                                                  |                  |
| 14. | Biogazownia w Uhninie                |                | 1,27 MW               |                                                                                  |                  |
| 15. | Biogazownia w Skarżynie              |                | 1,56 MW               |                                                                                  |                  |
| 16. | Biogazownia w Łanach Wielkich        |                | 0,526 MWe i 0,540 MWt |                                                                                  |                  |
| 17. | Biogazownia w Żórawinie              |                | 2,0 MW                | Żerniki Wielkie (gmina: Żórawina, powiat: wrocławski, województwo: dolnośląskie) | 2014             |
| 18. | Biogazownia w Zalesiu                |                | 1 MW                  |                                                                                  |                  |
| 19. | Biogazownia w Wojnowie               |                | 0,5 MWe               |                                                                                  |                  |
| 20. | Biogazownia w Kostkowicach           |                | 0,6 MW                |                                                                                  |                  |
| 21. | Biogazownia w Giżynie                |                | 1,063 MWe i 1,103 MWt |                                                                                  |                  |
| 22. | Biogazownia w Grzmiącej              |                | 1,6 MWe i 1,6 MWt     |                                                                                  |                  |
| 23. | Biogazownia w Kalsku                 |                | 0,996 MWe i 0,920 MWt |                                                                                  |                  |
| 24. | Biogazownia w Świdnicy               |                | 0,9 MWe i 1,1 MWt     |                                                                                  |                  |
| 25. | Biogazownia w Piekoszowie            |                | 1 MWe                 | Piekoszów                                                                        |                  |
| 26. | Biogazownia w Boleszynie             |                | 1 MWe                 | Boleszyn (województwo warmińsko-mazurskie)                                       | 2011/2012        |
| 27. | Biogazownia w Świelinie              |                | 0,625 MWe i 0,686 MWt | Świelino                                                                         | 2010             |
| 28  | Biogazownia w Uniechówku             |                | 1,063 MWe i 1,2 MWt   | Uniechówek                                                                       | 2011             |
| 29. | Biogazownia w Skrzatuszu             |                | 0,526 MWe i 0,5 MWt   | Skrzatusz                                                                        | 2011             |
| 30. | Biogazownia w Niedoradzu             |                | 0,252 MWe i 0,291 MWe | Niedoradz                                                                        | 2009             |
| 31. | Biogazownia w Nacławiu               |                | 0,625 MWe i 0,692 MWt | Nacław (województwo zachodniopomorskie)                                          | 2010             |
| 32. | Biogazownia w Płaszczycy             |                | 0,625 MWe i 0,692 MWt | Płaszczyca                                                                       | 2008             |
| 33. | Biogazownia w Pawłówku               |                | 0,946 MWe i 1,034 MWt | Pawłówko (powiat człuchowski)                                                    | 2005             |
| 34. | Biogazownia w Koczale                |                | 2,126 MWe             | Koczała                                                                          |                  |
| 35. | Biogazownia w Liszkowie              |                | 2,1 MWe               | Liszkowo (województwo kujawsko-pomorskie)                                        | 2009             |
| 36. | Biogazownia w Jarnołtowie            |                | 0,250 MW              | Jarnołtowo                                                                       | 2015             |
| 37. | Biogazownia w GOŚ Łódź               |                | 2,7 MWe i 3,5 MWt     | Łódź                                                                             | 2004             |
| 38. | Biogazownia Rypin                    |                | 1,875 MWe i 1,813 MWt | Starorypin Prywatny                                                              | 2013             |
| 39. | Elektrownia Biogazowa CYCHRY         |                |                       | Konin/Maliniec                                                                   | 2015             |
| 40. | PGB Energetyka 8 Sp. z o.o           | 4,38 mln m³    | 0,999 MWe             | Wicie                                                                            | 2021             |
| 41. | Biogazownia Rolnicza FHUT MASTERROAD | 864tys m3      | 0,150 MW              | Ujazd (powiat bocheński)                                                         | 2015             |

*MWe – moc elektryczna w MW; MWt – moc cieplna w MW